# Eugerda elegans
Eugerda elegans är en kräftdjursart som beskrevs av Oleg Grigor'evich Kussakin 1965. Eugerda elegans ingår i släktet Eugerda och familjen Desmosomatidae. Inga underarter finns listade i Catalogue of Life.